# John Homans
John Homans (né en 1877 à Boston, Massachusetts et mort en 1954) est un chirurgien américain connu pour avoir décrit le signe de Homans en 1944. Il est aussi un des membres fondateurs de la Société de chirurgie vasculaire américaine.

## Biographie
John Homans, 5e du nom, naît à Boston dans une famille de 6 enfants. Comme les trois dernières générations de John Homans, il étudie à la faculté de médecine de Harvard. Il y obtient son diplôme de médecine en 1899 puis commence son internat au Massachusetts General Hospital, sous la supervision du Dr Maurice Howe Richardson, chirurgien réputé de la ville et ancien élève de John Homans IV,.
Il commence ensuite sa carrière à Boston, puis sous les conseils de Richardson, part à Baltimore en 1908, au Hunterian Lab avec le Dr Harvey Cushing. Avec ce dernier et le Dr Samuel J. Crowe, ils produisent une publication novatrice expliquant le rôle de la glande hypophysaire, après des expériences d'hypophysectomies canines. Il retourne ensuite au Massachusetts General Hospital en tant que chirurgien.
En 1910, il rejoint Harvey Cushing au nouvel Peter Bent Brigham Hospital (devenu le Brigham and Women's Hospital) à Boston, avant d'y obtenir également un poste d'enseignant en 1912. En attendant la fin de la construction de l'hôpital, il passe un an avec le professeur Starling à Londres, et revient en 1913, année où il se marie à Alice Fillmore Knapp, avec qui il aura un fils (John Homans VI) et une fille (Ann Nancy Homans),.
À l'approche de la retraite, il passe un an à New Haven en tant que professeur invité à l'université Yale.

## Ouvrages
- A Textbook of Surgery, 1924
- Textbook, 1931